# Providentissimus Deus
Providentissimus Deus è un'enciclica di papa Leone XIII, datata al 18 novembre 1893. È la prima volta che un Papa affronta i temi della Bibbia e degli studi biblici ed esegetici ad essa legati. I medesimi temi verranno ripresi dalle encicliche Spiritus Paraclitus di papa Benedetto XV e Divino Afflante Spiritu di papa Pio XII.
Parlando alla Pontificia Commissione Biblica nel 1993, papa Giovanni Paolo II così si espresse a proposito dell'enciclica di Leone XIII, nel centenario della sua pubblicazione: « La Providentissimus Deus fu pubblicata in un'epoca segnata da forti polemiche contro la fede della Chiesa. L'esegesi liberale forniva a queste polemiche un sostegno importante, poiché essa utilizzava tutte le risorse delle scienze, dalla critica testuale alla geologia, passando per la filologia, la critica letteraria, la storia delle religioni, l'archeologia e altre discipline ancora… L'enciclica invita insistentemente gli esegeti cattolici ad acquisire un'autentica competenza scientifica in modo da superare i propri avversari sul loro stesso terreno. “Il primo” modo di difesa, essa dice, “si trova nello studio delle antiche lingue dell'Oriente così come nell'esercizio della critica scientifica”… ».

## Argomenti
1. Parte 1: UTILITÀ MULTIFORME DELLA S. SCRITTURA E STIMA CHE SEMPRE NE EBBE LA CHIESA
  1. La Scrittura è divinamente ispirata
  2. La Scrittura e la predicazione
  3. Le antiche scuole di sacra Scrittura
    1. Orientali e Occidentali
    2. Periodo scolastico
    3. Le università degli studi
2. Parte II: ORDINAMENTO ATTUALE DEGLI STUDI BIBLICI
  1. Avversari ed errori
  2. Scelta dei docenti
  3. Scrittura e teologia
  4. Investigazione e interpretazione biblica
  5. Scrittura e santi padri
  6. La Scrittura anima della teologia
3. Parte III: DIFESA DELLA S. SCRITTURA CONTRO GLI ERRORI MODERNI
  1. Integrità dei libri sacri
  2. Lo studio delle lingue orientali
  3. Scrittura e scienze naturali
  4. Scrittura e inerranza
4. CONCLUSIONE
  1. Impegno nel leggere e diffondere la Scrittura
  2. Elogio ad alcuni cattolici
  3. Norme da seguire
  4. Ultimo motivo e benedizione